# OSE-Baureihe 660
Als Baureihe 660 bezeichnete die griechische Staatsbahn OSE zweiteilige Nahverkehrstriebzüge aus dem von Siemens Transportation Systems (heute: Rail Systems) entwickelten Fahrzeugkonzept Desiro Classic mit dieselmechanischem Antrieb. Die acht Einheiten gehören dem griechischen Schiffs- und Bahnhersteller Hellenic Shipyards und wurden übergangsweise auf der Relation Athen–Thessaloniki eingesetzt. Mittlerweile verkehren sie bei der ungarischen Staatsbahn.

## Geschichte

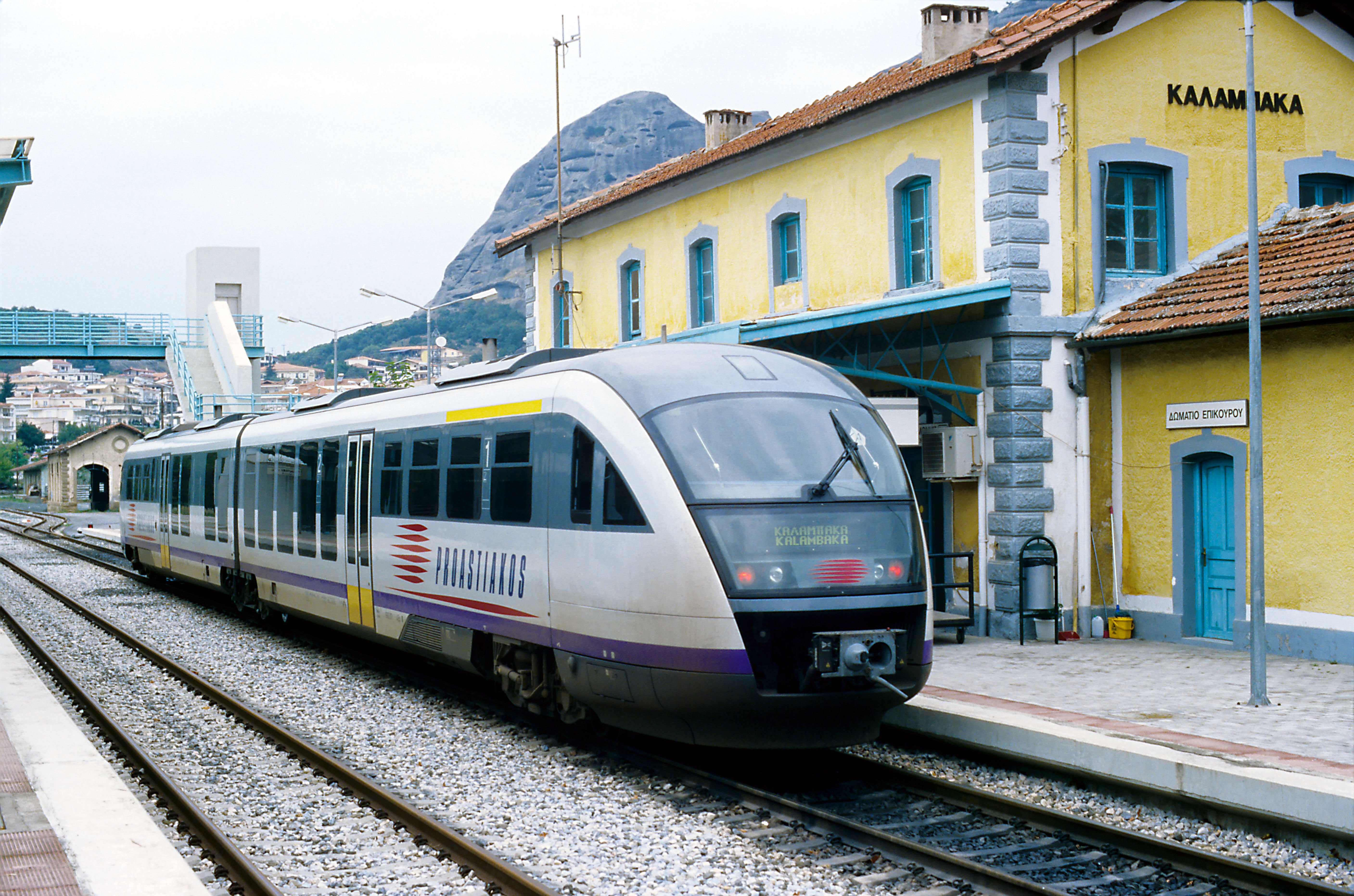
Einheit der OSE-Baureihe 660 im Bahnhof Kalambaka, Oktober 2005

Die griechischen Verkehrsplanungen zu den Olympischen Sommerspielen 2004 in Athen sahen den Einsatz von fünfteiligen elektrischen Triebwagen der Reihe 460 auf der Strecke zwischen Athen und Thessaloniki vor, die von Hellenic Shipyards gefertigt werden sollten. Doch als sich abzeichnete, dass weder die Züge rechtzeitig betriebsfähig waren noch die Strecke vollständig elektrifiziert war, wurden von Hellenic Shipyards als temporärer Ersatz acht zweiteilige Dieseltriebzüge des Typs Desiro Classic geordert. Die Herstellung der Züge, die technisch der DB-Baureihe 642 ähneln, erfolgte im Siemens-Werk Krefeld-Uerdingen; Testfahrten fanden auf den Strecken der Rurtalbahn bei Düren statt.
Als die vorgesehenen Züge eingesetzt werden konnten, entfiel das Einsatzgebiet der acht Triebwagen, sodass die griechische Staatsbahn die Fahrzeuge 2005 an Hellenic Shipyards zurückgeben konnte. Hellenic Shipyards verlieh Einheiten der Baureihe 660 daraufhin an die private Bahngesellschaft Proastiakos, die damit Leistungen zwischen Pireás und Korinth bediente. 2009 wurden alle acht Fahrzeuge nach Ungarn übergestellt, wo sie nach Umbauten und Anpassungen an die dortigen Anforderungen der Zugbeeinflussung nun in roter Farbgebung nördlich des Balatons eingesetzt werden.